# 741

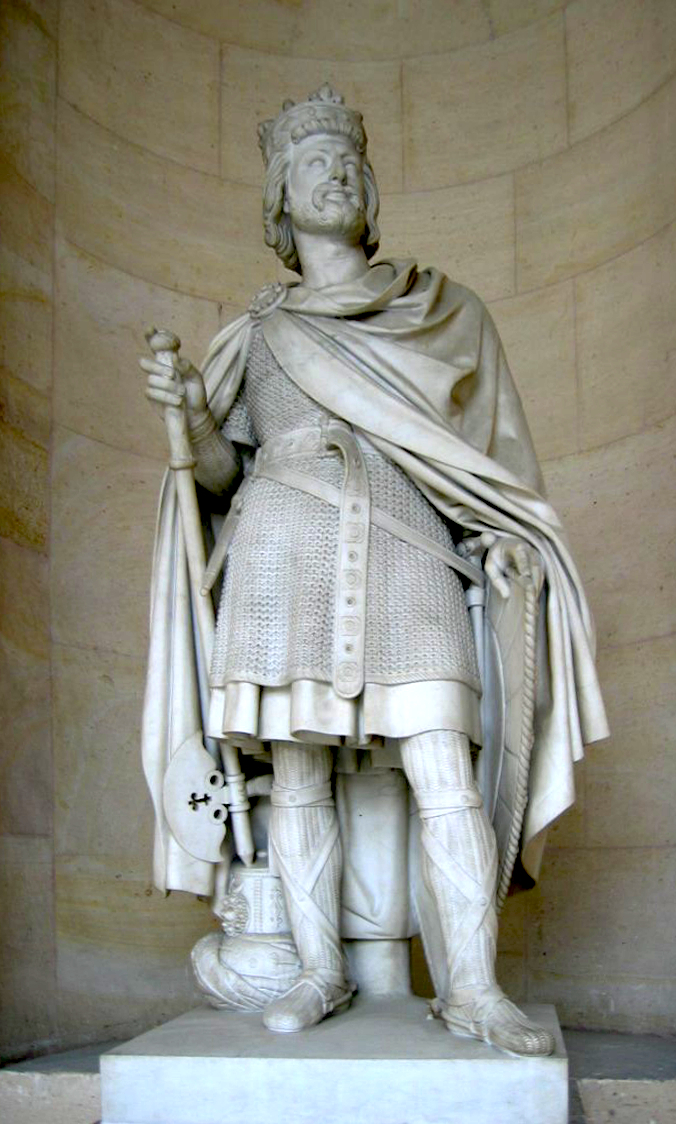
Standbeeld van Karel Martel (ca. 689-741)

Het jaar 741 is het 41e jaar in de 8e eeuw volgens de christelijke jaartelling.

## Gebeurtenissen

### Byzantijnse Rijk
- 18 juni - Keizer Leo III overlijdt in Constantinopel aan oedeem (opeenhoping van vocht) na een regeerperiode van 24 jaar. Hij wordt opgevolgd door zijn zoon Constantijn V als heerser over het Byzantijnse Rijk.
- Artabasdos, Byzantijns generaal (strategos), komt in opstand tegen zijn zwager Constantijn V. Hij trekt met een expeditieleger door Anatolië (huidige Turkije) en laat zich in Constantinopel tot keizer uitroepen.

### Europa
- 22 oktober - Karel Martel ("de Strijdhamer") overlijdt in zijn paleis in Quierzy-sur-Oise (Picardië). De Frankische gebieden worden onder zijn twee zonen verdeeld: Karloman krijgt Austrasië en Allemannië (met Beieren als een vazalstaat) en Pepijn de Korte krijgt Neustrië en Bourgondië (met Aquitanië als een vazalstaat) toegewezen.

## Religie
- 29 november - Paus Gregorius III overlijdt in Rome na een pontificaat van 10 jaar. Hij wordt opgevolgd door Zacharias als de 91e paus van de Katholieke Kerk.

## Geboren
- Tassilo III, hertog van Beieren (waarschijnlijke datum)

## Overleden
- 29 november - Gregorius III, paus van de Katholieke Kerk
- 22 oktober - Karel Martel, Frankisch staatsman
- 18 juni - Leo III, keizer van het Byzantijnse Rijk
- Theudoald, Frankisch hofmeier (of 715)